# Didynamipus sjostedti
Didynamipus sjostedti és una espècie d'amfibis de la família Bufonidae.És monotípica del gènere Didynamipus.
Prolifera a Camerun, Guinea Equatorial i Nigèria. El seu hàbitat natural inclou boscos secs tropicals o subtropicals, montans secs i zones prèviament boscoses ara molt degradades. Està amenaçada d'extinció.